# Сива чапља
Сива чапља (лат. Ardea cinerea) птица је из породице чапљи (Ardeidae), реда родарица (Ciconiiformes). Одликује је збијено тело са дугим ногама, дугим вратом и кратким кљуном. Перје јој је претежно сиве боје са помало белог и црног перја. Одрасле сиве чапље на глави имају препознатљиву ћубу црне боје.
Сива чапља настањује мочваре, честа је и уобичајена врста и популација јој се повећава. Веома је распрострањена по целој Европи и Азији и великом делу Африке. Сива чапља је најпознатија и највише проучавана од свих чапљи, али је и најраширенија и најчешћа. Сем људи, природни непријатељ сивој чапљи су лисица и шакал.
Сива чапља се храни искључиво храном животињског порекла. Његова исхрана обухвата претежно рибе и жабе, али и разне друге ситне сисаре (нпр. глодаре, укључујући чак и копнене веверице), гмизавце, пуноглавце, инсекте.

## Изглед
Сиве чапље, као и уопште све врсте чапљи, имају дуге, танке ноге и дуг кљун. Мужјак и женка су споља гледано исти. То су релативно велике птице чија висина може достићи до 100 cm, а дужина им варира између 84-102 cm. Распон крила им је између 155 и 175 cm, а у појединим случајевима досеже чак и до 195 сm. Тежина им се у просеку креће око једног килограма, али мужјаци могу достићи и до два килограма.
Сива чапља има упечатљив веома дуг врат, који у седећем положају често савија. Већина перја јој је сиве боје, али има поједине мање делове беле и црне боје. Перје на горњем делу обода, крилима и репу је сиво, на леђима пепељастосиво украшено са белим пругама, на челу и на горњем делу главе је бело, а од очију према стражњем делу врата имају црну пругу, као и велика црна крила. Код млађих чапљи, већи део перја је сив, него код старијих јединки.
Чапље имају дуге ноге које им омогућавају да им перје остане суво док лове у води. На ногама имају четири прста која су размакнута и то тако да је један окренут позади, а три су окренута напред и повезана кожицом због расподеле тежине птице приликом ходања.
Кљун им је жућкасто-браон боје са тамнијим горњим делом, веома оштар је и прилично дуг, између 10 и 13 cm. Кљун има слабо изражен конусни облик који је бочно спљоштен и при врху назубљен. Подручје главе у области између ока и кљуна је жућкасто или зеленкасто, а одрасле јединке на глави имају црну ћубу.
Реп им је кратак и заобљен.

## Станиште и распрострањеност
Места која насељава сива чапља садрже велике количине воде, то су претежно мочварска или барска станишта. Широм света насељавају слатководна станишта која су обрасла растињем, живе на језерима, рекама, чак и на морским обалама углавном у топлим подручјима у којима се вода зими не мрзне. Зими, када се стајаће воде заледе, сиве чапље одлазе до најближе реке и тамо проводе зиму. У неким деловима света живе на истом месту током целе године, иако су обично селице.
Сиве чапље се држе у групама које могу да достигну знатан број. Интересантно је да ова врста птице не избегава људе и неретко се може наћи у њиховој непосредној близини, у разним културним пејзажима, укључујући и обронке великих градова.

## Размножавање
Сива чапља живи у трајном пару. Слично као остале чапље, и сиве чапље изводе обредни свадбени плес и одбрамбену игру истезањем врата увис и у лук.
Од свих врста чапљи, ова чапља прва почиње са гнежђењем. Мужјак и женка заједно граде гнездо на високом дрвећу, а понекад и на трсци. Њихова гнезда су велика и грубо састављена. Простор око гнезда одликује се јако непријатним мирисом и опустошеним дрвећем, јер измет чапље садржи у себи велику количину кисеоника. Женка снесе између 3 и 5 јајета.
Гнезда су им често у виду колонија и могу бити везани и са птицама других врста. Гнезде се у друштву истоврсних птица. Колоније могу бројати и до три стотине гнезда.
Полни диморфизам код сиве чапље је слаб. Полови се међусобно готово и не разликују, чак и из непосредне близине. Поуздано се може препознати само када се упореде величине крила и кљуна. Ако је распон крила око 465 mm или више, а кљун од око 125 mm, то је дефинитивно самац, а ако су крила краћа од 439 mm, а кљун од око 109 mm, онда су то вероватно женке.

## Улога
Сива чапља се сматра корисном, јер, према некима изворима, има санитарну улогу вода у којима живи када се храни рибама оболелих од паразита. Поред тога, месо ових птица је јестиво, али према многим мишљењима, неукусно, мада ловци понекад лове и ову птицу.
Сива чапља је пронађена као мотив у уметности и постала је карактер бројних дела песника и писаца природњака.